# Дорофей Радонежский
Дорофе́й Ра́донежский, или Дорофей Троицкий, или Дорофей Книжник (умер около 1613) — преподобный Русской православной церкви.
О детстве и мирской жизни Дорофея Радонежского информации практически не сохранилось, да и прочие биографические сведения о нём очень скудны и отрывочны. Сведения о нём взяты в основном из «Жития преподобного Дионисия», из главы «О Дорофее иноке и о крепком житии его», основаны на рассказах самого Дионисия и рукописях московского книжника Ивана Наседки; он упоминается также в повествовании о явлении преподобных Дионисия и Дорофея иерею Феодору. Авторство Жития принадлежит Симону (Азарьину).

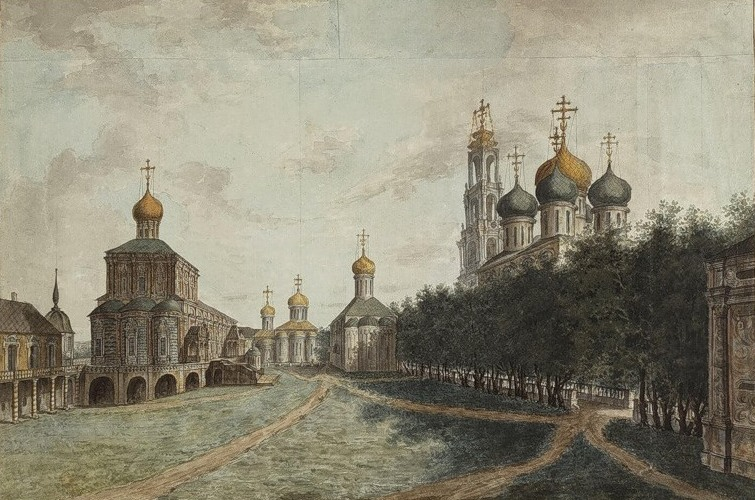
Троице-Сергиева лавра

Известно, что в юности Дорофея одолевали греховные помыслы, и, чтобы избавиться от них, он занимался умерщвлением плоти; не пил и не ел по нескольку дней подряд, что в итоге привело к сильному истощению. Иван Наседка писал: «болезнь ему была от поста презелново и от жажды великия; и ноги его опухли от стояния, от службы вверенныя ему». Кроме того, он ежедневно читал Псалтирь, совершал по тысяче поклонов в день и не спал лежа. За это он нередко становился предметом укоров, а порой и насмешек от монастырской братии, но он переносил это с покорностью.
Преподобный Дорофей Троицкий был ближайшим соратником и келейником архимандрита Троице-Сергиевой лавры Дионисия Радонежского и активно помогал ему в деле помощи пострадавшим в Смутное время и нашедшим убежище в обители; он «всегда нощию все з болными, и с нагими, и с увечными беседуя, и архимариту все о всех возвещая, и всем бедным и немощным вся полезная и добрая творяше». В летописях Дорофей именуется «великим трудником».
На момент издания РБСП (начало XX века) Дорофей Радонежский ещё не был канонизирован, хотя о его раннем местном почитании свидетельствует включение его имени (без даты памяти) в Месяцеслов Симона (Азарьина), который был издан в XVII веке и где Дорофей назван преподобным. В 1981 году Дорофей был включён в Собор Радонежских святых; вместе с последним, 19 июля (6 июля по юлианскому календарю), отмечается и день памяти святого.
Дорофей Книжник скончался около 1613 года в Троице-Сергиевой лавре, где и был погребён.